# تيموثي بايرون رايدر
تيموثي بايرون رايدر هو سياسي كندي، ولد في 8 يناير 1848، وتوفي في 2 ديسمبر 1917. حزبياً، نشط في الحزب الليبرالي الكندي. وقد انتخب عمدة وانتخب عضو مجلس العموم الكندي.